# Смит Сентер (Канзас)
Смит Сентер (енгл. Smith Center) град је у америчкој савезној држави Канзас.

## Демографија
По попису из 2010. године број становника је 1.665, што је 266 (-13,8%) становника мање него 2000. године.
| Група             | 2000.         | 2010.         |
| Белци             | 1.908 (98,8%) | 1.620 (97,3%) |
| Афроамериканци    | 0 (0,0%)      | 2 (0,1%)      |
| Азијати           | 0 (0,0%)      | 2 (0,1%)      |
| Хиспаноамериканци | 9 (0,5%)      | 17 (1,0%)     |
| Укупно            | 1.931         | 1.665         |